# Korsflagga
Korsflagga är en flagga med kors. Ett andreaskors är ett snedställt kors där korsarmarna går diagonalt från flaggans hörn. Ett grekiskt kors är ett kors där alla armarna är lika långa. I de nordiska ländernas nationsflaggor är korset inte centrerat mitt på flaggan. En sådan flagga kallas nordisk korsflagga.

## Exempel

Englands flagga – Sankt Georgskors
Georgiens flagga –  Ett Sankt Georgskors, fyra Bolnisikors
Sveriges flagga – nordisk korsflagga
Greklands flagga – grekiskt kors i övre vänstra hörnet
Schweiz flagga – grekiskt kors
Skottlands flagga – andreaskors
Baskiens flagga – Ett Sankt Georgskors, Ett andreaskors
Slovakiens flagga – Ett Patriarkalkors